# Catedral de Santa Ana (Nueva York)
La Catedral de Santa Ana también llamada Catedral Católica Armenia de Santa Ana  (en inglés: St. Ann's Cathedral o St. Ann’s Armenian Catholic Cathedral) Fue una catedral católica armenia y un santuario nacional ubicado en Nueva York, Nueva York, Estados Unidos. Era la sede de la Eparquía de Nuestra Señora de Nareg. La iglesia tenía dos templos en la ciudad: la antigua iglesia católica de Santa Ana en el Lower East Side de Manhattan y la antigua iglesia de San Vicente de Paúl en Williamsburg, Brooklyn. La parroquia católica armenia de Santa Ana continúa funcionando en una iglesia en Brooklyn, NY.
El cardenal Terence Cooke de la Archidiócesis de Nueva York ofreció a la iglesia de Santa Ana en el Lower East Side de Manhattan para usarla como catedral católica armenia. La oferta fue aceptada y la Catedral de Santa Ana fue establecida en 1983. En 2002 el Cardenal Edward Egan pidió que el exarcado entregara las instalaciones en Santa Ana. Se hicieron intentos por salvar la catedral, pero al final el exarcado no tuvo otra opción.
La catedral de la eparquía ha sido trasladada a la Catedral de San Gregorio el Iluminador en Glendale, California.

## Referencias

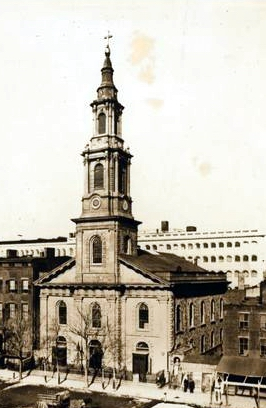
Vista de la Catedral antes de 1879